# Klebsiella
Klebsiella là một giống trực khuẩn không di động, Gram âm, oxidase âm tính, có vỏ polysaccharide. Đây là một mầm bệnh thường trực với con người, các chủng Klebsiella gây ra nhiều chứng bệnh đặc biệt là viêm phổi, nhiễm trùng đường tiểu, nhiễm trùng huyết, viêm cột sống dính khớp, và viêm mô mềm.
Các chủng Klebsiella có ở khắp mọi nơi trong tự nhiên.